# منتجع بولاد كف الدولي للتزلج
منتجع بولاد كف الدولي أو كما يُطلَق عليه ايضاً بمنتجع سبيدان هو مجمع  رياضي ترفيهي ويُعَد ثاني أكبر منتجع للتزلج الدولي في إيران من حيث سقوط الثلوج الكثيفة والتي تبدأ من منتصف الخريف إلى أوائل الربيع، ويقع في مدينة سبيدان (85 كم شمال شرق شيراز) و15 كم من ارداكان (فارس).[بحاجة لمصدر] حيث يُعتبَر أحد أكبر منتجعات إيران الدولية للتزلج.

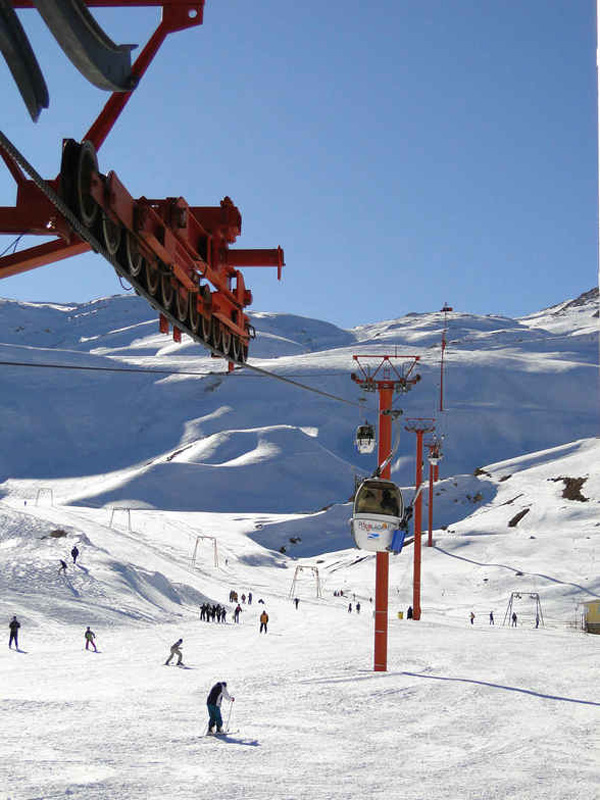
منتجع بولاد كف الدولي للتزلج

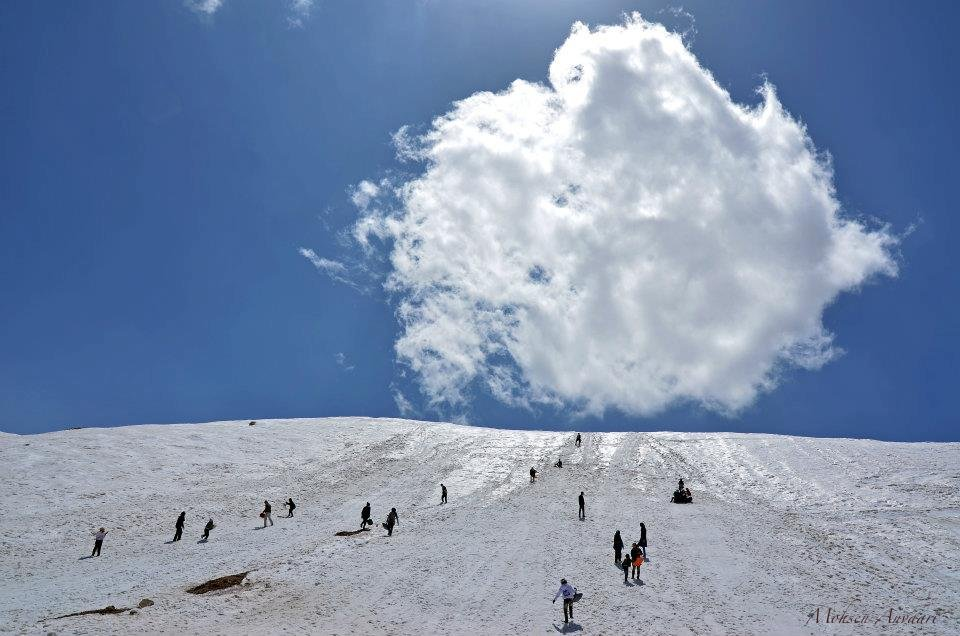
التزلج في منتجع بولاد كف سنة 2012م في إيران

## الموقع
يقع منتجع بولاد كف الدولي في محافظة فارس وفي جبل سبيدان على بعد 15 كم عن طريق سبيدان إلى شلالات مارغون (على بعد 80 كم عن مدينة شيراز)، ان الكميات الغزيرة من الثلوج تجعله ثاني أكبر منتجعات إيران المستقطبة للسياح منذ ديسمبر إلى أواخر مارس وحتى أوائل أبريل في بعض الأحيان.

## إمكانات المنتجع
ان منتجع بولاد كف  الدولي يوفر لزائريه رياضات ونشاطات كثيرة ومتنوعة منها عربات التلفريك وركوب الدراجات والخيول وعربات الثلوج والسيارات الملائمة للمناطق الوعرة (الجبلية)، وكذلك تتوفر فيه المرافق الأخرى مثل مدرسة التزلج والمطاعم وصالة الوجبات السريعة وكوفي شوب وفندق ذو 4 نجوم للذين يرغبون في البقاء وتسجیل المزيد من الاوقات الهادئة. ان الهواء اللطيف والاجواء والمناظر الطبيعية المنعشة من العيون الجارية والسهول والمروج المخضرة تجعل المنطقة مثالية لقضاء أيام في احضان الطبيعة من اوائل الربيع إلى الصيف كل ذلك يجعله ملائماً للتزلج على العشب. كما ويحتوي المنتجع على التليكابين وعجلات ذكية، وقوارب دواسة.

## عربات التلفريك
سعياً منها بخدمة الناس بشكلٍ مباشر أكثر وفي توجهٍ آخر قامت مجموعة بولادكف الصناعية والسياحية بتركيب أول تلفريك جنوب إيران في هذه المجموعة. هذا التلفريك هو الوحيد من نوعه في إيران الذي رُكِبَّ وأُطلِقَ بعد الثورة الإسلامية  للرياضات الشتوية. حيث تمتلك هذه المجموعة عدة أجهزة تلفريك لنقل المتزلجين.
- والتلفريك هو من أرخص وابسط وسائل النقل والذي يعمل بالكهرباء وتظهر أهميته في الدول التي تكثر فيها الجبال والأسطح الوعرة وذلك لأنه يسهل ربط المدن ببعضها والمناطق التي تفصلها الجبال. وتلجأ إليه بعض الدول أيضاً كوسيلة للترفيه ومشاهدة المناظر الطبيعية وخصوصاً الثلج كما تكمن أهميته في نقل البريد والأدوات البسيطة من مكان إلى آخر.[بحاجة لمصدر]

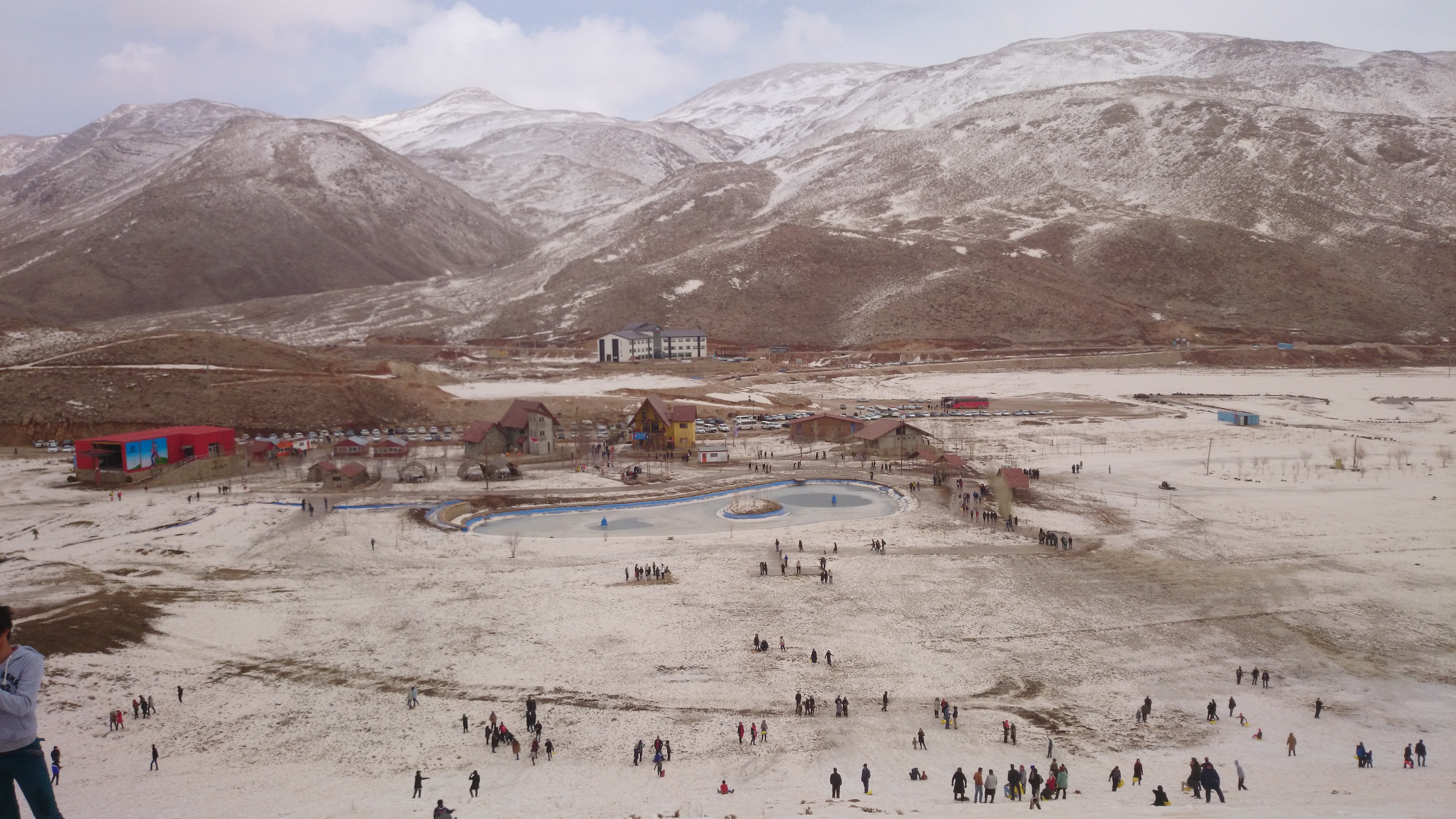
منظر عام لمنطقة بولاد كف في إيران

## مكانته السياحية
ان مدينة سبيدان ليست معلماً سياحياً ومصيفاً في فصل الحرارة فحسب، وإنما تُعتبَر محط أنظار السائحين في فصل الشتاء أيضاً، فحينما تتساقط فيها الثلوج الناصعة البيضاء، تصبح سفوح جبالها أماكن مثالية لرياضة التزحلق على الجليد، لذلك بادرت السلطات المحلية فيها إلى إنشاء مضمار للتزحلق باسم بولاد كف الذي لا تتوقف فيه الرياضة طوال أيام العام، ففي فصل الصيف يقصده السائحون لمزاولة مختلف أنواع الرياضة، وهو يبعُد عن مدينة «أردكان» مسافة 15 كم، حيث أُقِيمَت فيه قمرات تلفريك ومطعم وفندق، إضافةً إلى وجود دراجات وسيارات رياضية يتم تأجيرها لمن يشاء، هذا إلى جانب العديد من الخدمات الترفيهية والرياضية الأخرى.

## معلومات سريعة
- المسار:

يقع منتجع بولاد كف للتزلج على ارتفاع 2850 متر فوق مستوى سطح البحر.
- القمة:

تقع القمة على ارتفاع 3400 متر فوق مستوى سطح البحر ويمكن الوصول إلى القمة عن طريق التليكابين.
- الطقس:

لدى المنتجع والمناطق المحيطه به مناخ الجبال فهو بارد في فصل الصيف، كما وان سقوط الثلوج الكثيفة من منتصف الخريف إلى أوائل الربيع يجعله ثاني أكبر منتجع للتزلج في إيران.

## معرض الصور

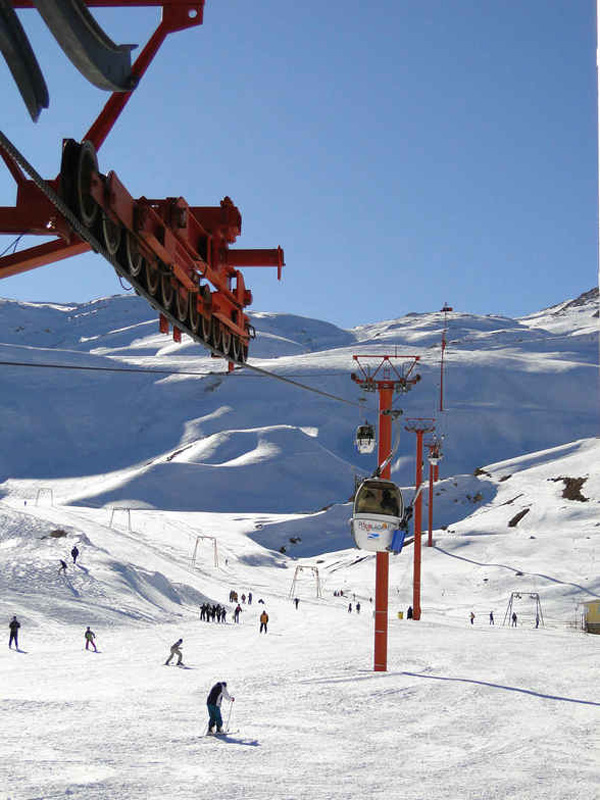
منتجع بولاد كف الدولي للتزلج

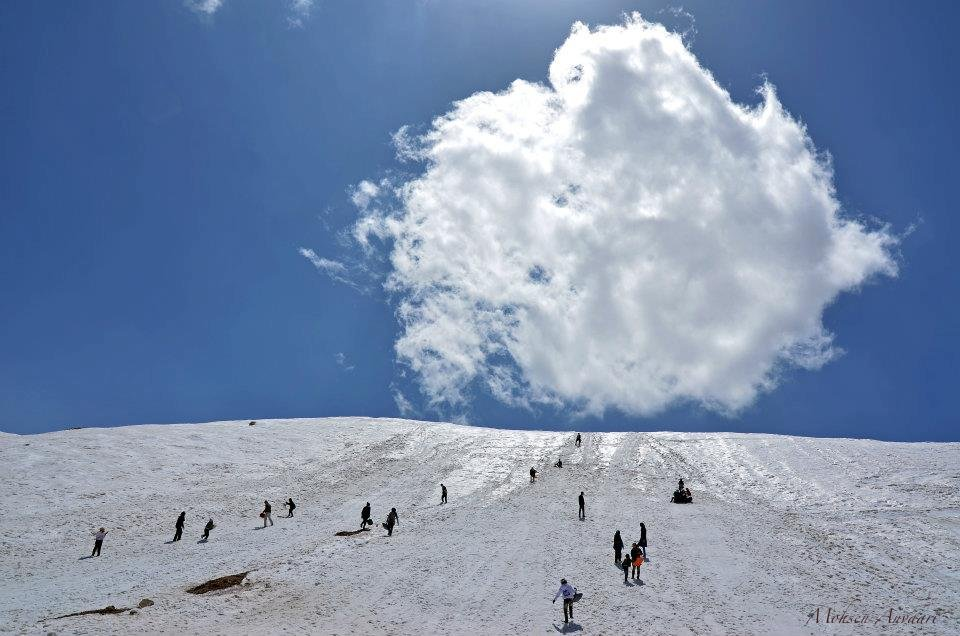
التزلج في منتجع بولاد كف سنة 2012م في إيران

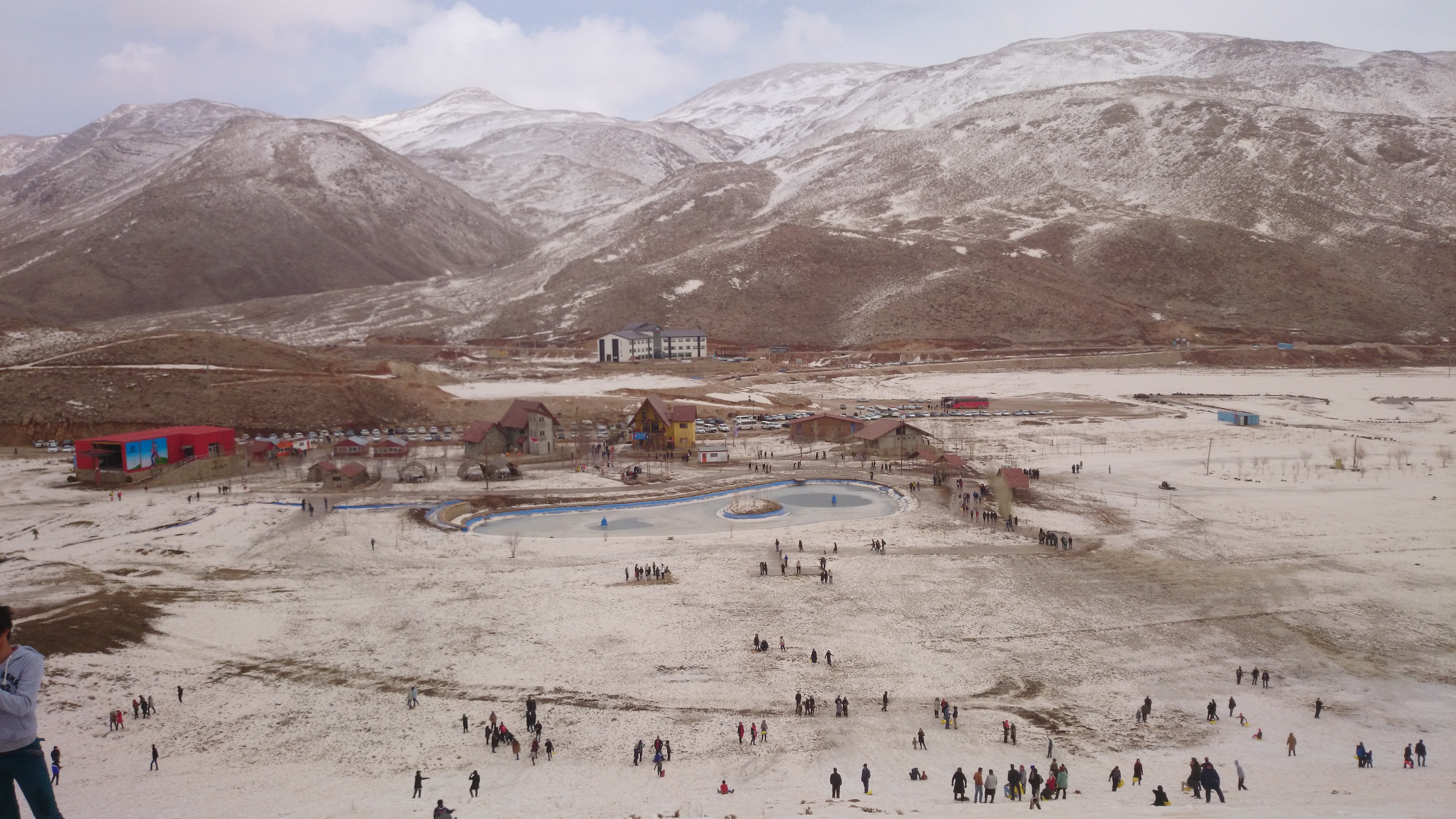
منظر عام لمنطقة بولاد كف في إيران

## طالع ايضاً
- الاتحاد الإيراني للتزلج
- منتجع آب علي للتزلج
- منتجع الوارس الدولي
- منتجع توجال
- منتجع دربندسر للتزلج
- منتجع شمشك الدولي
- ديزين
- تلفريك نمك آبرود
- تلفريك توجال